# Semiothisa metagonaria
Semiothisa metagonaria är en fjärilsart som beskrevs av Walker 1862. Semiothisa metagonaria ingår i släktet Semiothisa och familjen mätare. Inga underarter finns listade i Catalogue of Life.